# Харківський торговельно-економічний інститут Київського національного торговельно-економічного університету
Харківський торговельно-економічний інститут Київського національного торговельно-економічного університету — державний вищий навчальний заклад IV рівня акредитації, підпорядкований Міністерству освіти і науки України та розташований у Харкові, структурний підрозділ Київського національного торговельно-економічного університету.
ХТЕІ КНТЕУ здійснює підготовку спеціалістів для невиробничої сфери економіки — ресторанного, готельного, туристичного бізнесу, торгівлі, фінансової системи, митної служби.

## Історія
У 1939 р. був заснований Харківський технікум радянської торгівлі, який згодом мав назви Харківського комерційного технікуму та Харківського технікуму громадського харчування (з 1962 р.).
Наказом Міністерства торгівлі України № 30 від 3 березня 1992 р. Харківський комерційний технікум та Технікум громадського харчування було об'єднано в Харківський технікум торгівлі та громадського харчування.
Наказом Міністерства освіти України № 342 від 7 грудня 1994 р. змінив назву і статус на Харківський бізнес-коледж — вищий навчальний заклад ІІ рівня акредитації. Бізнес-коледж готував молодших спеціалістів і бакалаврів за напрямами підготовки 0501 «Економіка і підприємництво», 0502 «Менеджмент», 0917 «Харчова технологія та інженерія».
Згідно з Наказом Міністерства освіти і науки України № 33 від 21 січня 2005 р. на базі коледжу було створено Харківський торговельно-економічний інститут у складі Київського національного торговельно-економічного університету.

## Структура, спеціальності
Інститут готує фахівців за освітньо-кваліфікаційними рівнями:
- бакалавр;
- магістр.

Факультет економіки та управління та факультет торгівлі, готельно-ресторанного та туристичного бізнесу здійснюють підготовку за напрямами:
- економіка підприємства;
- маркетинг;
- фінанси, банківська справа та страхування;
- облік і оподаткування;
- міжнародні економічні відносини;
- товарознавство та комерційна діяльність;
- товарознавство та експертиза в митній справі;
- менеджмент;
- харчові технології та інженерія;
- готельно-ресторанна справа;
- туризм.

На двох факультетах діє 8 кафедр.
Факультет економіки та управління:
- Кафедра менеджменту та публічного управління.
- Кафедра маркетингу.
- Кафедра міжнародних економічних відносин та фінансів.
- Кафедра економіки підприємств та економічної теорії.
- Кафедра вищої математики та інформатики.

Факультет торгівлі, готельно-ресторанного та туристичного бізнесу:
- Кафедра товарознавства та експертизи якості товарів.
- Кафедра харчових технологій та готельно-ресторанної справи.
- Кафедра туризму та соціальних наук.
- Кафедра сучасних європейських мов.

В інституті працює центр довузівської та професійної підготовки.

## Керівництво
Директор –

Гурова Капіталіна Дмитрівна,

кандидат економічних наук, доцент,

заслужений робітник народної освіти України